# Doktorzy honoris causa Politechniki Krakowskiej
Doktorzy honoris causa Politechniki Krakowskiej – lista przyznanych przez Politechnikę Krakowskią im. Tadeusza Kościuszki tytułów doktora honoris causa uszeregowana chronologicznie.

## Lista doktorów honoris causa Politechniki Krakowskiej

### 1965
- 24 listopada – Leopold Escande(inne języki), profesor Uniwersytetu w Tuluzie, członek zagraniczny PAN (promotor: prof. zw. dr inż. Bronisław Kopyciński)

### 1970
- 5 października – Walery Goetel, profesor Akademii Górniczo-Hutniczej, członek rzeczywisty PAN (promotor: prof. inż. arch. Zbigniew Wzorek(inne języki))

### 1972
- 30 czerwca – Marian Kamieński, profesor Akademii Górniczo-Hutniczej (promotor: prof. zw. dr inż. Bronisław Kopyciński)
- 18 września – Pietro Gazzola(inne języki), prezydent ICOMOS, profesor Uniwersytetu La Sapienza w Rzymie (promotor: prof. dr inż. arch. Alfred Majewski)

### 1976
- 26 października – Wacław Olszak, profesor Politechniki Krakowskiej, członek rzeczywisty PAN (promotor: prof. zw. dr inż. Bronisław Kopyciński)

### 1980
- 19 czerwca – Jerzy Hryniewiecki, profesor zwyczajny Politechniki Warszawskiej (promotor: prof. zw. dr inż. Władysław Borusiewicz)

### 1985
- 18 czerwca – Kazimierz Gamski, profesor Uniwersytetu w Liège (promotor: prof. zw. dr hab. inż. Roman Ciesielski

### 1988
- 7 października – Bronisław Kopyciński, profesor zwyczajny Politechniki Krakowskiej (promotor: prof. zw. dr inż. Władysław Muszyński)
- 14 października – Heinz Peter Brauer, profesor zwyczajny Uniwersytetu Technicznego w Berlinie (promotor: prof.zw. dr hab. inż. Stanisław Rudnik)

### 1989
- 4 października – Olgierd Cecyl Zienkiewicz, profesor Uniwersytetu Walijskiego w Swansea (promotor: prof. dr hab. inż. Janusz Orkisz)

### 1995
- 24 maja – Gerard Duncan Galletly, profesor Uniwersytetu w Liverpoolu (promotor: prof. zw. dr hab. inż. Michał Życzkowski)
- 27 czerwca – Henk C. van der Plas(inne języki), profesor Akademii Rolniczej w Wageningen (Holandia) (promotor: prof. zw. dr hab. Elżbieta Bulewicz)
- 18 października
  - Witold Cęckiewicz, profesor zwyczajny Politechniki Krakowskiej, członek rzeczywisty PAN, członek czynny PAU (promotor: prof. zw. dr inż. arch. J.Tadeusz Gawłowski)
  - Roman Ciesielski, profesor zwyczajny Politechniki Krakowskiej, członek rzeczywisty PAN, członek czynny PAU (promotor: prof. zw. dr hab. inż. Gwidon Szefer)
  - Michał Życzkowski, profesor zwyczajny Politechniki Krakowskiej, członek rzeczywisty PAN, członek czynny PAU (promotor: prof. zw. dr hab. Józef Nizioł)

### 1997
- 3 grudnia – Zenon Mróz, profesor zwyczajny w Instytucie Podstawowych Problemów Techniki PAN, członek korespondent PAN promotor: prof. zw. dr hab. inż. Jacek Skrzypek)

### 1998
- 28 stycznia – Wiktor Zin, profesor zwyczajny Politechniki Krakowskiej (promotor: prof. dr hab. inż. arch. Andrzej Kadłuczka(inne języki))
- 6 maja – Władysław Muszyński, profesor zwyczajny Politechniki Krakowskiej (promotor: prof. zw. dr hab. inż. Kazimierz Flaga)

### 1999
- 30 marca – Jaime Lerner(inne języki), Gubernator Stanu Parana w Brazylii (promotor: prof. zw. dr hab. inż. arch. Tadeusz Bartkowicz)
- 9 czerwca
  - Oscar Mahrenholtz(inne języki), profesor Uniwersytetu Technicznego Hamburg-Harburg (promotor: prof. zw. dr hab. Józef Nizioł)
  - Jan Hult(inne języki), profesor Politechniki w Göteborgu (promotor: prof. zw. dr hab. inż. Michał Życzkowski)

### 2000
- 13 kwietnia – Herbert Mang(inne języki), profesor Uniwersytetu Technicznego w Wiedniu (promotor: prof. zw. dr hab. inż. Zenon Waszczyszyn)
- 28 czerwca – Jan Kmita, profesor Politechniki Wrocławskiej (promotor: prof. zw. dr hab. inż. Kazimierz Flaga)
- 27 października – Mihály Zádor, profesor Uniwersytetu Techniczno-Ekonomicznego w Budapeszcie (promotor: prof. zw. dr hab. inż. arch. Andrzej Kadłuczka(inne języki))
- 8 listopada – James C. I. Dooge, profesor Uniwersytetu w Dublinie (promotor: prof. dr hab. inż. Henryk Słota)

### 2001
- 30 maja – Artur Wieczysty(inne języki), profesor Politechniki Krakowskiej (promotor: prof. dr hab. inż. Jerzy Kurbiel(inne języki))
- 25 czerwca – John Tinsley Oden, profesor Uniwersytetu Texas w Austin (promotor: prof. dr hab. inż. Janusz Orkisz)
- 21 listopada – Walter Henn, profesor Politechniki w Brunszwiku i Politechniki w Dreźnie (promotor: prof. zw. dr inż. arch. J. Tadeusz Gawłowski)

### 2002
- 26 czerwca – Aleksiej Mitrofanowicz Kutiepow, profesor Rosyjskiej Akademii Nauk (promotor: prof. zw. dr hab. Józef Nizioł)
- 30 października – Janusz Bronisławowicz Danilewicz, profesor Instytutu Podstawowych Problemów Elektroenergetyki Rosyjskiej Akademii Nauk (promotor: prof. zw. dr hab. inż. Jan Taler)

### 2004
- 12 sierpnia – Michał Kleiber, profesor zwyczajny w Instytucie Podstawowych Problemów Techniki PAN, członek rzeczywisty PAN (promotor: prof. zw. dr hab. inż. Zenon Waszczyszyn)

### 2005
- 11 marca – Tadeusz Chrzanowski, emerytowany profesor, przewodniczący Społecznego Komitetu Odnowy Zabytków Krakowa, członek krajowy korespondent PAU (promotor: prof. zw. dr hab. inż. arch. Andrzej Kadłuczka(inne języki))

### 2006
- 28 czerwca – Zbigniew Engel, profesor zwyczajny związany z Akademią Górniczo-Hutniczą, mechanik, twórca polskiej specjalności naukowej wibroakustyki (promotor: prof. dr hab. inż. Stanisław Michałowski)

### 2008
- 29 lutego – Günter Wozny(inne języki), profesor Uniwersytetu Technicznego w Berlinie, zajmuje się modelowaniem nieliniowych procesów technologii chemicznej (promotor: prof. dr hab. inż. Michał Dyląg)
- 19 czerwca – Józef Nizioł, profesor zwyczajny Politechniki Krakowskiej, specjalista w zakresie dynamiki układów materialnych (promotor: prof. dr hab. inż. Stanisław Michałowski)

### 2010
- 25 listopada – Henryk Górecki, chemik, profesor zwyczajny Politechniki Wrocławskiej

### 2011
- 21 stycznia – Antonio Monestiroli, profesor zwyczajny Politechniki Mediolańskiej (promotor: prof. dr hab. inż. arch. Dariusz Kozłowski)
- 11 marca – Oskar Josefowicz Kojfman, profesor Iwanowskiego Państwowego Uniwersytetu Chemiczno-Technologicznego (promotor: prof. zw. dr hab. Józef Nizioł)
- 22 czerwca – Kazimierz Flaga, profesor zwyczajny Politechniki Krakowskiej (promotor: prof. dr hab. inż. Janusz Kawecki)

### 2012
- 20 stycznia – Stanisław Mrowec, profesor Akademii Górniczo-Hutniczej (promotor: prof. dr hab. inż. Zbigniew Żurek)